# Love or Delete
『 Love or Delete ～今、婚活できない私たち～』（ラブ・オア・デリート いま、こんかつできないわたしたち）は、2020年5月30日からABEMA SPECIALで配信されたリアリティーショー作品。

## 概要
2020年5月30日開始のオンライン婚活リアリティーショー。新型コロナウイルス感染拡大防止の観点により通常の恋愛リアリティーショーが撮影困難になったこと、オンラインデートに新しさを見出したことで企画立案され、コロナ禍における恋愛リアリティー番組として『会えない恋の育て方～遠距離恋愛のすべて～』（同5月30日開始、全3回）、『わたしの部屋に来ませんか？』（同5月31日配信、全1回）とともに配信された。テーマは「オンラインだけで運命の相手と出会えるのか」。
結婚前提で運命の相手を見つけたい男女によるリモート婚活の模様を全5回で5日間追い、参加者は脱落によって1：1になる最終日まで実際に会うことはできない。
番組タイトルは『Love or Delete～今、婚活できない私たち～』のほか『「結婚したい」男女のオンライン婚活記【Love or Delete】』とも表記される。

## ルール
参加招待された男女はビデオ通話専用のトークルームにて、5時間という限られた時間オンライン上で会話を楽しむ。毎晩の「Love or Deleteタイム」でこの後も話したい相手を選ぶ。誰にも選ばれなかった人はDeleteとなり、次回以降トークルームに招待されず脱落となる。
中間地点では男性メンバーが個別オンラインデートルームを開設。女性メンバーは気になる男性の元を訪れることが可能となる。4日目では男性メンバーから女性メンバーへのプレゼントチャンスが与えられる。
男女1人ずつになった最終日のみ実際に会うことができる。

## 配信回
- 2020年5月30日：1/5日目：「結婚したい」男女のオンライン婚活リアリティーショー
- 2020年6月6日：2/5日目：”嫉妬”は本気の証し？
- 2020年6月13日：3/5日目：結婚に必要なのは愛？それともお金？
- 2020年6月20日：4/5日目：「1人に絞って欲しい」婚活、決断前夜
- 2020年6月27日：5/5日目：婚活最終日。やっと出会えた、運命の人。
  - ※ABEMAビデオ限定で初デートシーンが追加されている。

## 出演

### 見届け人
- JOY
- 重盛さと美
- ダレノガレ明美

### 参加者
番組上ではファーストネームはひらがな表記。
- 石橋拓也
- 自見弘毅
- 城前栄人
- 高橋佑介
- 林道徳
- 井川瑠音
- 鹿野悠
- 坂本麻子
- 中川杏奈
- 丹羽咲絵
- 山本麻貴

## 音楽

### 主題歌
- 主題歌：Iri『会いたいわ』
  - 作詞:iri、作曲:iri

## スタッフ
- 技術協力：共テレ、映像通信
- 撮影：猪井泉彦、高垣康一
- VE：大山理沙、鹿嶋慎也、谷川博亮
- 音声：壁谷香那、小杉百華
- TM：茅野祥子（ABEMA）
- 編集：田中満里奈
- MA：高橋正敏
- 音響効果：井田剛博
- 構成作家：細田哲也
- 企画：池田克彦
- デザイン：吉岡謙
- AD：山内唯、田口更紗、田仲雅典、叶野優奈、今井伸
- AP：湯川理香子、佐々木茜
- ディレクター：井上穂菜美、石井護
- 演出：水落みさき
- PM：翁長明弥
- プロデューサー：奥村彰浩、高木佐代子、上條昌樹
- 製作協力：トップシーン
- 著作：ABEMA、AbemaProduction